# 恩格尔贝格
恩格尔贝格（德語：Engelberg）是瑞士上瓦尔登州的一个镇，人口中外籍居民佔四分之一。恩格尔贝格是瑞士中部著名的渡假山庄。中世纪时期，本笃会修道院的教学水平在整个国家众所周知并受到尊敬。19世纪以来，恩格尔贝格作为度假胜地和温泉浴场开始为全球所知，不过如今清新的空气和滑雪的设施吸引游客来到这里。由于恩格尔贝格结合了现代的体育设施和高山的位置，因此在夏天和冬天都有游客来访。最近的大城市为卢塞恩和苏黎世。